# Reginald Aldworth Daly
Reginald Aldworth Daly (18 tháng 3 năm 1871 – 19 tháng 9 năm 1957) là một nhà địa chất học người Canada. Ông là giáo sư Đại học Harvard từ năm 1912 cho đến năm 1942 sau thời gian làm việc với tư cách nhà địa chất thực địa cho Uỷ ban Biên giới Quốc tế Canada (tiếng Anh: Canadian International Boundary Commission).
Công việc nghiên cứu đất đá dọc theo chiều dài 400 dặm tại vĩ tuyến 49 Bắc dẫn dắt Daly hình thành nên một lý thuyết trình bày về nguồn gốc đá mácma. Năm 1914, công trình khoa học có ảnh hưởng sâu xa của ông được công bố dưới nhan đề Igneous Rocks and Their Origin ("Đá hoả thành và nguồn gốc của chúng"). Theo cuốn A Short History of Nearly Everything của Bill Bryson thì Daly là người sớm đề xuất ý tưởng về thuyết trôi dạt lục địa và thuyết vụ va chạm lớn. Giả thuyết trôi dạt lục địa được hỗ trợ bởi các chứng cứ từ cuốn sách Our Mobile Earth xuất bản năm 1926 của Daly. Trong tác phẩm Strength and Structure of the Earth (1940), Daly đã tiên liệu được các vấn đề của kiến tạo mảng và đặt ra thuật ngữ "lớp phủ giữa".
Daly được trao tặng Huy chương Penrose vào năm 1935, Huy chương Wollaston vào năm 1942 và Huy chương William Bowie vào năm 1946. Người ta lấy họ của Daly để đặt tên cho khoáng chất dalyite (công thức hóa học: K
2ZrSi
6O
15) cũng như cho những hố va chạm trên Sao Hỏa và Mặt Trăng. Tư gia của ông ở Cambridge hiện là Danh lam Lịch sử Quốc gia Hoa Kỳ.

## Công trình
- Daly, R A (1940), “Strength and Structure of the Earth”, Prentice-Hall, New York, tr. 434, ISBN 978-0028435206
- Daly, RA (1933), “The Depths of the Earth”, Science (xuất bản 27 tháng 1 năm 1933), 77 (1987): 95–102, Bibcode:1933Sci....77...95D, doi:10.1126/science.77.1987.95, PMID 17797838
- Daly, RA (1931), “Gardiner on Coral Reefs”, Science (xuất bản 4 tháng 12 năm 1931), 74 (1927): 566–567, Bibcode:1931Sci....74..566D, doi:10.1126/science.74.1927.566, PMID 17807633
- Daly, R A (1920), “A General Sinking of Sea-Level in Recent Time”, Proceedings of the National Academy of Sciences of the United States of America (xuất bản tháng 5 năm 1920), 6 (5), tr. 246–50, Bibcode:1920PNAS....6..246D, doi:10.1073/pnas.6.5.246, PMC 1084496, PMID 16586806
- Daly, R A (1917), “Low-Temperature Formation of Alkaline Feldspars in Limestones”, Proceedings of the National Academy of Sciences of the United States of America (xuất bản tháng 11 năm 1917), 3 (11), tr. 659–65, Bibcode:1917PNAS....3..659D, doi:10.1073/pnas.3.11.659, PMC 1091350, PMID 16576265
- Daly, R A (1916), “A New Test of the Subsidence Theory of Coral Reefs”, Proceedings of the National Academy of Sciences of the United States of America (xuất bản tháng 12 năm 1916), 2 (12), tr. 664–70, Bibcode:1916PNAS....2..664D, doi:10.1073/pnas.2.12.664, PMC 1091132, PMID 16586654
- Daly, RA (1901), “Notes on Oceanography”, Science (xuất bản 14 tháng 6 năm 1901), 13 (337), tr. 951–954, Bibcode:1901Sci....13..951D, doi:10.1126/science.13.337.951, PMID 17733661
- Daly, RA (1901), “Scientific Expedition to Iceland, Greenland and Labrador”, Science (xuất bản 1 tháng 2 năm 1901), 13 (318): 192, Bibcode:1901Sci....13R.192D, doi:10.1126/science.13.318.192, PMID 17816318